# Lelio Lattari
Lelio Lattari (ur. 6 września 1943 w Asmarze) – włoski kierowca rajdowy i wyścigowy, dyplomata, przedsiębiorca.

## Życiorys
Urodził się 6 września 1943 roku w Erytrei w sycylijskiej rodzinie. Jego ojciec był dyplomatą, a w Erytrei pracował jako przedstawiciel włoskiego rządu. Po II wojnie światowej Lattarowie powrócili do Włoch. Pod koniec lat 50. rodzina Lattarich przeprowadziła się do Polski, gdzie ojciec Lelio podjął kolejną pracę. W 1958 roku Lelio Lattari zdał egzamin na prawo jazdy, po czym rozpoczął studia ekonomiczne. W 1963 roku został pracownikiem działu administracyjnego Ambasady Włoch w Warszawie. W tym okresie startował w KJS i ubiegał się o licencję kierowcy rajdowego w Automobilklubie Polskim; jednakże wskutek wątpliwości urzędników dot. obywatelstwa Lattariego Włoch odwoływał się do FIA. Lattari zdołał uzyskać licencję, po czym rozpoczął starty w Rajdowych Mistrzostwach Polski, głównie samochodami Alfa Romeo, przeważnie przygotowanymi przez Autodeltę. W 1964 roku zwyciężył w Rajdzie Kormoran. W 1969 roku zajął drugie miejsce w klasyfikacji generalnej Rajdu Polski. W roku 1973 wygrał pierwszy rajd wliczany do klasyfikacji mistrzostw Polski – Rajd Warszawski, a pilotował mu wówczas Jacek Różański. W sezonie 1973 zajął trzecie miejsce w rajdowym Pucharze „Motoru”. W 1974 roku wygrał Rajd Kormoran (pilot Marek Szramowski), został także dwukrotnym rajdowym mistrzem Polski w grupie I kl. 9–13. Odniósł również triumf w Rajdzie Barbórka. W tym okresie został także dwukrotnym wyścigowym mistrzem Polski w klasie 14. W roku 1975 zajął trzecie miejsce w Rajdzie Wisły, natomiast wygrał dwa wyścigi w klasie w WSMP. Po 1975 roku zaczął ograniczać starty w rajdach. Pod koniec lat 70. zakończył karierę rajdową i wyścigową. W 1979 zakończył pracę w Polsce, po czym pracował w konsulatach w Argentynie, RFN i Chorwacji. W 1999 roku powrócił do Polski, gdzie mieszka w Piasecznie, prowadząc własną firmę.